# San Cayetano, Jalisco
San Cayetano är en ort i Mexiko.   Den ligger i kommunen Unión de Tula och delstaten Jalisco, i den centrala delen av landet, 500 km väster om huvudstaden Mexico City. San Cayetano ligger 1 323 meter över havet och antalet invånare är 266.
Terrängen runt San Cayetano är huvudsakligen kuperad, men åt nordväst är den platt. San Cayetano ligger nere i en dal. Runt San Cayetano är det glesbefolkat, med 11 invånare per kvadratkilometer. Närmaste större samhälle är Unión de Tula, 10,3 km söder om San Cayetano. I omgivningarna runt San Cayetano växer huvudsakligen savannskog.